# Auburn (Georgia)
Auburn is een plaats (city) in de Amerikaanse staat Georgia, en valt bestuurlijk gezien onder Barrow County en Gwinnett County.

## Demografie
Bij de volkstelling in 2000 werd het aantal inwoners vastgesteld op 6904.
In 2006 is het aantal inwoners door het United States Census Bureau geschat op 7261, een stijging van 357 (5,2%).

## Geografie
Volgens het United States Census Bureau beslaat de plaats een oppervlakte van
13,8 km², geheel bestaande uit land. Auburn ligt op ongeveer 306 m boven zeeniveau.

## Plaatsen in de nabije omgeving
De onderstaande figuur toont nabijgelegen plaatsen in een straal van 16 km rond Auburn.